# Joanna Ciesielczyk-Żoczek
Joanna Ciesielczyk-Żoczek (ur. 31 maja 1999 w Gdańsku) – polska siatkarka, grająca na pozycji przyjmującej.
W latach 2016–2018 reprezentowała barwy drużyny KSZO Ostrowiec Świętokrzyski w Orlen Lidze/Lidze Siatkówki Kobiet. W najwyższej klasie rozgrywkowej zadebiutowała 3 listopada 2017 w meczu przeciwko drużynie Developres SkyRes Rzeszów.
Przed sezonem 2018/2019 podpisała kontrakt z pierwszoligowym zespołem AZS Politechnika Śląska Gliwice, w którym występowała trzy lata. W latach 2021–2023 była zawodniczką UJ-CM Solna Wieliczka. Od sezonu 2023/2024 siatkarka BKS BOSTIK Bielsko-Biała.

## Sukcesy klubowe
Puchar Polski:
- 2024[12]

Tauron Liga:
- 2024[13]